# Scopula enucleata
Scopula enucleata är en fjärilsart som beskrevs av Achille Guenée 1857. Scopula enucleata ingår i släktet Scopula och familjen mätare. Inga underarter finns listade.